# Бенедикт (Канзас)
Бенедикт (англ. Benedict) — місто (англ. city) в США, в окрузі Вілсон штату Канзас. Населення — 69 осіб (2020).

## Географія
Бенедикт розташований за координатами 37°37′37″ пн. ш. 95°44′37″ зх. д. / 37.62694° пн. ш. 95.74361° зх. д. (37.626883, -95.743483).  За даними Бюро перепису населення США в 2010 році місто мало площу 0,38 км², уся площа — суходіл.

## Демографія
Згідно з переписом 2010 року, у місті мешкали 73 особи в 34 домогосподарствах у складі 19 родин. Густота населення становила 193 особи/км².  Було 46 помешкань (121/км²).
Расовий склад населення:
| - 89,0 % — білих - 2,7 % — корінних американців - 4,1 % — осіб інших рас |

До двох чи більше рас належало 4,1 %. Частка іспаномовних становила 4,1 % від усіх жителів.
За віковим діапазоном населення розподілялося таким чином: 13,7 % — особи молодші 18 років, 50,7 % — особи у віці 18—64 років, 35,6 % — особи у віці 65 років та старші. Медіана віку мешканця становила 54,8 року. На 100 осіб жіночої статі у місті припадало 102,8 чоловіків;  на 100 жінок у віці від 18 років та старших — 110,0 чоловіків також старших 18 років.
Середній дохід на одне домашнє господарство  становив 34 320 доларів США (медіана — 31 250), а середній дохід на одну сім'ю — 48 476 доларів (медіана — 51 875). За межею бідності перебувало 26,3 % осіб, у тому числі 80,0 % дітей у віці до 18 років та 32,1 % осіб у віці 65 років та старших.
Цивільне працевлаштоване населення становило 22 особи. Основні галузі зайнятості: освіта, охорона здоров'я та соціальна допомога — 40,9 %, роздрібна торгівля — 22,7 %, транспорт — 13,6 %, виробництво — 13,6 %.